# Université de Long Island
L'université de Long Island (en anglais : Long Island University, LIU) est un établissement d'enseignement supérieur mixte et privé de l'État de New York. L'établissement a obtenu sa charte de la part du New York State Education Department (département d'enseignement de l'État de New York) en 1926. Son siège est situé dans la ville de Brookville dans le comté de Nassau, sur Long Island.